# Deixa Eu Te Pegar
Deixa eu te Pegar é um single promocional de Naldo Benny lançado em 2 deabril de 2013. Foi incluída no LP Benny Elétrico, e também será no seu próximo álbum que está sendo gravado.

## Histórico de lançamento
| País   | Data               | Formato          | Gravadora |
| ------ | ------------------ | ---------------- | --------- |
| Brasil | 2 de abril de 2013 | Download digital | Deckdisc  |

## Videoclipe
O clipe foi gravado em  abril de 2013 e teve lançamento com a cobertura do Fantástico, da Rede Globo em maio.
O clipe começa com Naldo dirigindo um carro luxuoso, e dorme na estrada, quando aparentemente é atropelado por um carro. Após isso, ele começa a cantar e a fazer coreografias parecidas com as do videoclipe Gimme That, de Chris Brown, que foi bastante criticada pelos usários no YouTube. Também aparece no videoclipe efeitos de animação que parecem ser uma formação de uma mulher. O clipe termina com a cena inicial.